# Maximiliano Filipe Jerónimo, Duque da Baviera-Leuchtenberg
Maximiliano Filipe Jerónimo, (em alemão:  Maximilian Philipp Hieronymus), (30 de setembro de 1638 – Türkheim, 20 de março de 1705), foi um membro da Casa de Wittelsbach, e foi Duque de Baviera-Leuchtenberg de 1650 até à sua morte. Foi ainda regente (Kuradministrator) do Eleitorado da Baviera, de 1679 a 1680, durante a menoridade do seu sobrinho, Maximiliano II Emanuel, Eleitor da Baviera.

## Biografia
Era o segundo filho nascido do segundo casamento de seu pai, o Eleitor Maximiliano I, com a arquiduquesa Maria Ana de Áustria.

### Património territorial
Em 1650 o Eleitor Maximiliano I trocou o condado (Reichsgrafschaft) de Haag pelo Landegraviato de Leuchtenberg com o seu irmão Alberto VI e investiu Maximiliano Filipe Jerónimo com Leuchtenberg conjuntamente com o senhorio (herrschaft) de Schwabegg. Posteriormente, Maximiliano adquiriu aos Fugger os senhorios de Angelberg e Mattsies.

### Casamento e Morte
Em 1668 ele se casou, em Château-Thierry, com a princesa Mauriciana Fébronia de La Tour d’Auvergne (1652-1706), também conhecida como Princesse d'Evreux. Era filha de Frederico Maurício de La Tour de Auvérnia, Duque Soberano de Bulhão e de sua mulher, Leonor Catarina de Berg.
O casamento de Maximiliano e de Mauriciana não teve descendência e, com a morte de Maxilimiliano, o seu ducado foi reintegrado nos domínios do seu sobrinho, o Eleitor Maximiliano II.